# Elisângela de Oliveira
Elisângela Almeida de Oliveira (Londrina, 30 ottobre 1978) è una pallavolista brasiliana.
Gioca nel ruolo di opposto nell'Associação Atlética Desportiva São Bernardo.

## Carriera
La carriera di Elisângela de Oliveira nel 1996, quando vince la medaglia d'argento al campionato sudamericano Under-18 e la medaglia d'oro al campionato sudamericano Under-20; un anno dopo, inizia la carriera da professionista, debuttando in Superliga con l'Estrela do Oeste Clube. Nel 1998 viene ingaggiata dal Paraná Vôlei Clube, con cui vince per la prima volta il campionato brasiliano nel 2000; in questo periodo, precisamente nel 1999, debutta con la nazionale brasiliana maggiore, vincendo la medaglia d'argento al World Grand Prix, la medaglia di bronzo al campionato sudamericano e la medaglia di bronzo alla Coppa del Mondo.
Nel 2000, dopo aver vinto la medaglia di bronzo sia al World Grand Prix che ai Giochi della XXVII Olimpiade, viene ingaggiata dal Minas Těnis Clube, con cui vince il campionato brasiliano nel 2002. Nel 2001, invece, vince la seconda medaglia d'oro consecutiva al campionato sudamericano. Nel 2003 torna a giocare nel Paraná Vôlei Clube; dopo la vittoria della medaglia d'oro al World Grand Prix, nella stagione 2004-05 viene ingaggiata dal Santeramo Sport, ma prima del finale di stagione lascia il club italiano per maternità.
Nel 2006 riprende l'attività agonistica, ingaggiata dal Clube Desportivo Macaé Sports. Dopo una stagione con l'Osasco Voleibol Clube ed una con il Brusque, nel 2009 va a giocare nel Rio de Janeiro Vôlei Clube solo per il Campionato Paulista, che vince, dopo si reca nel campionato giapponese per giocare con lo Hisamitsu Springs, con cui si aggiudica la Coppa dell'Imperatrice. Nella stagione 2011-12 ritorna in Brasile, ingaggiata dal Sesi. Nella stagione 2013-2014 passa all'Amigos do Vôlei, dove gioca due annate.
Nell'estate del 2015 approda all'Osasco Voleibol Clube, vincendo immediatamente il Campionato Paulista, ma a causa della regola del ranking, che non le avrebbe permesso di essere tesserata per la Superliga Série A 2015-16, annuncia prima il ritiro, per poi essere ingaggiata dall'Associação Atlética Desportiva São Bernardo.

## Palmarès

### Club
- Campionato brasiliano: 1

1999-00, 2001-02
- Campionato Carioca: 1

2009
- Campionato Paulista: 1

2015
- Coppa dell'Imperatrice: 1

2009

### Nazionale (competizioni minori)
- Campionato sudamericano Under-18 1996
- Campionato sudamericano Under-20 1996
- Giochi Panamericani 1999